# Taqwacore
Taqwacore er en punkgenre, der har sit udspring i Islam og muslimsk kultur med inspiration fra den vestlige punkscene. Det blev første gang tænkt som en ide i den amerikanske forfatter Michael Muhammad Knights bog The Taqwacores (2003). Ordet "Taqwacore" er en portmanteau af "hardcore" og det arabiske ord "taqwa", som almindeligvis oversættes til noget i retning af "fromhed/pietet" eller det at være "gudfrygtig".
De første bands til at definere sig selv som et taqwacore var The Kominas, 8-bit og Vote Hezbollah.
Der er ikke en definitiv "taqwacore lyd"; de forskellige kunstnere blander de stilarter, de finder passende, fra punk til hip-hop og muslimske musiktraditioner. The Kominas beskriver også deres lyd som "Bollywood punk", mens Al-Thawra bruger betgnelsen "raicore" efter det arabiske ord for musik "rai".